# Gazet van Mechelen

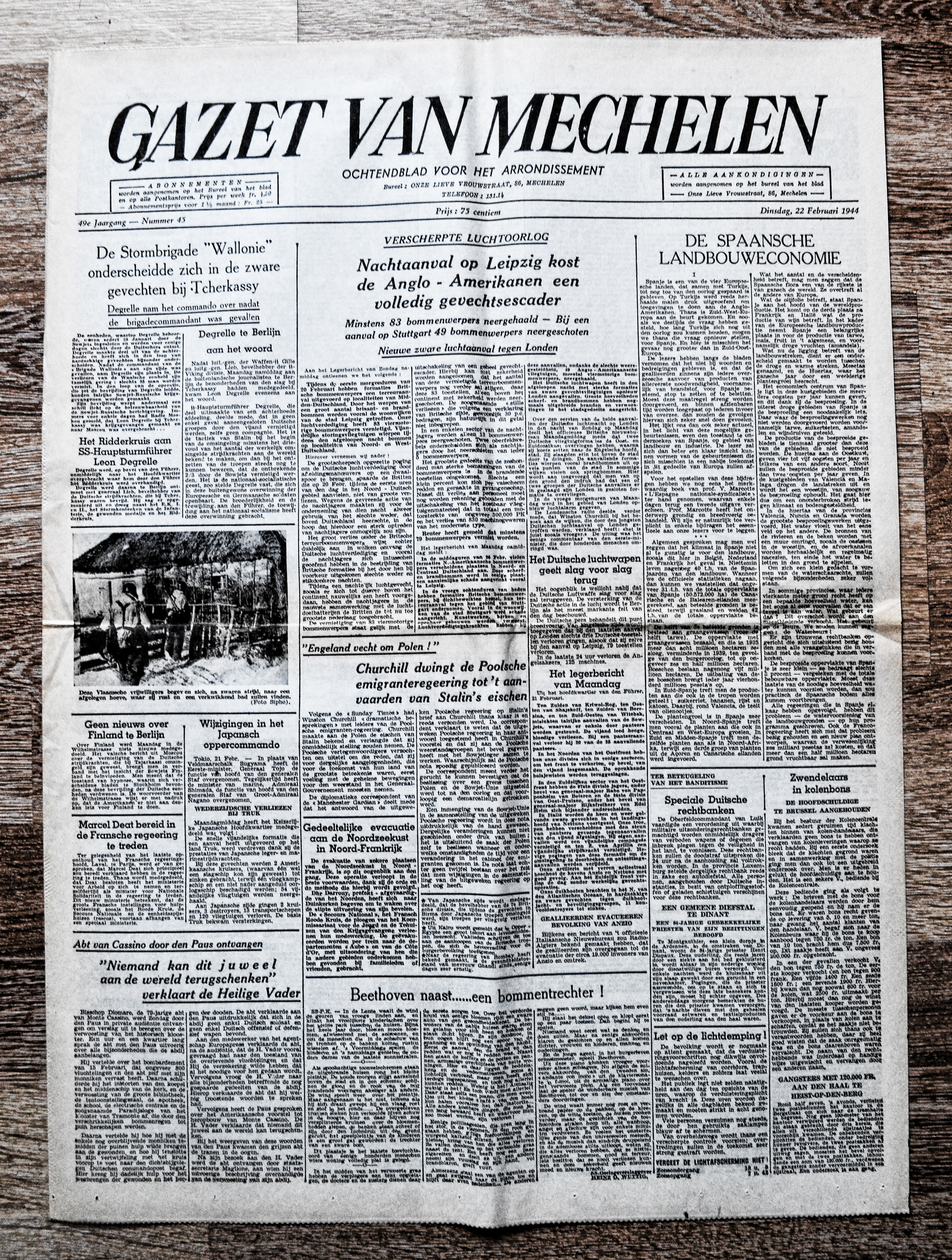
Voorpagina van de Gazet Van Mechelen van 22 februari 1944

De Gazet van Mechelen was een Vlaamse krant die werd verspreid in de regio Mechelen. De krant verscheen voor het eerst in 1896. Precies 100 jaar later, in november 1996 ging ze op in haar zusterkrant, de Gazet van Antwerpen (GVA), editie Mechelen-Lier. Deze editie heeft twee voorpagina's: een van GVA zelf, en een van Mechelen, met dezelfde lay-out als de normale voorpagina. Dit is gedaan om de lezers niet te verliezen bij de overname.
De krant beschikte over een belangrijk lezersaandeel in Mechelen en omstreken.

## Afbeelding

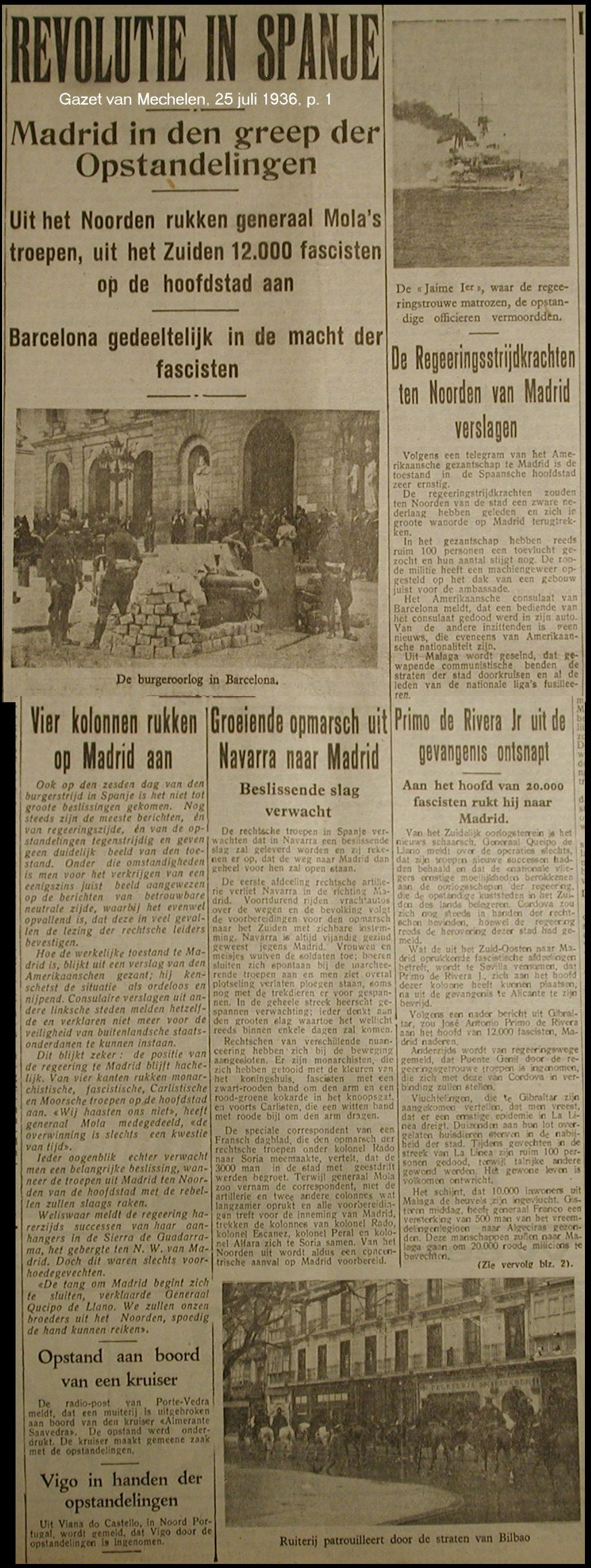
De krant van 25 juli 1936